# Premi Ciutat de Barcelona
Els Premis Ciutat de Barcelona són convocats anualment des de 1949 per l'Ajuntament de Barcelona amb l'objectiu de guardonar la creació, la investigació i la producció de qualitat realitzada a Barcelona per creadors o col·lectius que hi treballen o per institucions i organitzacions barcelonines que les promouen o les produeixen. Les obres guardonades han de contribuir al desenvolupament del fet cultural i han d'estar integrades en el teixit ciutadà en el qual participen els creadors, les associacions, les institucions públiques i les indústries culturals.
Els guardonats reben una quantitat en metàl·lic, acompanyada d'un diploma on es recull el veredicte del jurat i un objecte recordatori del premi. La forma d'elecció de les obres guardonades es fa a través d'un jurat integrat per cinc persones per a cadascun dels àmbits. L'Alcalde, a proposta del Comitè Executiu del Consell de la Cultura de Barcelona, designa els membres de cadascun dels jurats.
En categoria de literatura, els Premis Ciutat de Barcelona atorgats per l'ajuntament són posteriors al Premi Nadal, degà des de 1945.
El lliurament es feia el 26 de gener, en commemoració de l'entrada de les forces franquistes a Barcelona el 1939, però a partir del 1978 passaren a atorgar-se el mes de setembre.
A l'any 2014, l'Ajuntament de Girona va adquirir la col·lecció d'art Rafael i María Teresa Santos Torroella i va ingressar com a donació l'Arxiu i la Biblioteca Rafael i María Teresa Santos Torroella. Part de la documentació i referències sobre el Premi Ciutat de Barcelona forma part del llegat documental de l'Arxiu Santos Torroella.
L'edició de l'any 2020 no va convocar els premis per la crisi sanitària de la Covid-19, que va impedir que la vida cultural, científica i educativa de la ciutat no es pogués desenvolupar amb normalitat. En el seu lloc, es van convocar un conjunt de beques per reactivar projectes en el àmbits de la cultura, l'educació i la ciència.

## Categories
- Teatre
- Dansa
- Arts visuals
- Audiovisuals
- Música
- Traducció en llengua catalana
- Literatura en llengua catalana
- Literatura en llengua castellana
- Mitjans de comunicació
- Premi Agustí Duran i Sanpere d'Història de Barcelona
- Disseny
- Arquitectura i urbanisme
- Ciències Naturals
- Ciències humanes i socials
- Innovació tecnològica
- Educació
- Projecció internacional de la ciutat de Barcelona